# Scott Robinson (Fußballspieler)
Scott Robinson (* 12. März 1992 in Edinburgh) ist ein schottischer Fußballspieler, der bei Partick Thistle unter Vertrag steht. Robinson gab sein Debüt als Profi für Heart of Midlothian im Alter von 16 Jahren, was ihn zum jüngsten Spieler aller Zeiten in der Scottish Premier League machte.

## Karriere

### Verein
Scott Robinson wurde im Jahr 1992 in der schottischen Hauptstadt Edinburgh geboren und besuchte die Royal Mile Primary und die Boroughmuir High School. Er spielte in seiner Kindheit zunächst für den Inch Boys Club und Hutchison Vale Boys Club, bevor er 2006 in die U17 von Heart of Midlothian wechselte. Im April 2008 erhielt er bei den „Hearts“ seinen ersten professionellen Vertrag.
Er gab sein Debüt in der ersten Mannschaft als Einwechselspieler am 26. April 2008 im Ligaspiel gegen Inverness Caledonian Thistle im Tynecastle Park. Er war zu diesem Zeitpunkt erst 16 Jahre, 1 Monat und 14 Tage alt, womit er zum jüngsten Erstligaspieler von Heart of Midlothian, sowie jüngster je eingesetzter Spieler der gesamten Scottish Premier League wurde. Am 14. Juli 2008 erhielt er eine Vertragsverlängerung über drei Jahre.
Die folgende Saison 2008/09 verbrachte er in der U20-Mannschaft der Hearts. Ab September 2009 kam er wieder in der Profimannschaft zum Einsatz. In der Saison 2009/10 absolvierte er insgesamt 13 Ligaspiele. Dabei gelang im Januar 2010 sein erstes Tor als Profi, nachdem er gegen den späteren Meister, den Glasgow Rangers zur Führung beim 1:1-Unentschieden getroffen hatte.
Obwohl das Talent in der Mittelfeldzentrale in der Saison 2010/11 nur viermal in der Premier League spielte, erhielt er einen neuen Zweijahresvertrag.
Unter dem neuen Trainer Paulo Sergio kam er im August 2011 zu seinem Debüt im Europapokal gegen Tottenham Hotspur an der White Hart Lane. Mit den Hearts gewann er 2012 das Finale im schottischen Pokal gegen Hibernian im Edinburgh Derby. Beim 5:1-Kantersieg wurde Robinson eingewechselt.
In der ersten Saison der neuen Scottish Premiership, konnte sich Robinson einen Stammplatz in der ersten Elf sichern. Nachdem der Verein im Jahr 2013 in große finanzielle Schwierigkeiten geraten war, die Roman Romanow hervorgerufen hatte, wurden dem Verein für die Saison 2013/14 15 Punkte abgezogen. Die Hearts stiegen als Tabellenletzter ab. Die folgende Zweitligaspielzeit die wegen Geldmangels aus vielen Eigengewächsen bestand, schaffte den sofortigen Wiederaufstieg und gewann die Meisterschaft mit deutlichen Vorsprung vor den „Hibs“ und den drittplatzierten Glasgow Rangers. Robinson fehlte die fast die gesamte Saison infolge eines Schienbeinbruchs in der Sommervorbereitung auf die Saison in einem Testspiel gegen Dinamo Bukarest.
Am 3. Juni 2015 unterschrieb Robinson einem Dreijahresvertrag beim Erstligisten FC Kilmarnock. Den Verein verließ er bereits im März 2016 wieder und spielte im Anschluss für vier Monate im Amateurstatus beim Drittligisten Dunfermline Athletic. Daraufhin wechselte er innerhalb der dritten Liga zum FC East Fife.
Ab der Saison 2017/18 spielte Robinson beim FC Livingston. Mit den „Livis“ gelang im ersten Jahr der Aufstieg in die
Premiership.

### Nationalmannschaft
Scott Robinson spielte im Jahr 2008 dreimal in der schottischen U-16-Nationalmannschaft. Im selben Jahr gab er sein Debüt in der U17 und nahm mit dieser an der Europameisterschaft 2008 in der Türkei teil. Zwischen 2009 und 2010 absolvierte Robinson noch Einsätze für die U19.